# Хайрунниса, Салсабила
Салсабила Хайрунниса (2003 г.р.) — индонезийская активистка-эколог . В 15 лет она стала соучредительницей молодёжного движения Jaga Rimba, целью которого является борьба с вырубкой лесов и их эксплуатацией в Индонезии. В 2020 году она вошла в список 100 женщин Би-би-си.

## Биография
Хайрунниса родилась в 2003 году в Джакарте. В марте 2019 года в возрасте 15 лет она стала соучредительницей молодёжной организации Jaga Rimba, целью которой является борьба с вырубкой лесов и защита окружающей среды в Индонезии. Организация тесно связана с сообществом жителей Ламан Кинипане, выселенных из деревни в 2018 году компанией по производству пальмового масла. Предприятие PT Sawit Mandiri Lestari (SML) заявило, что имеет право использовать землю, на которой жила община, для выращивания пальм. Они выселили жителей деревни, что привело к голоду, а также нанесло ущерб сообществу орангутанов, живших в этом районе. Jaga Rimba проводит кампанию за то, чтобы коренные жители леса Кинипан, одного из последних тропических лесов Борнео, не потеряли свою землю.
Помимо работы с Jaga Rimba, Хайрунниса является одним из лидеров индонезийской школьной забастовки за климат. Её вдохновляют Грета Тунберг и Митци Джонель Тан. В 2020 году она вошла в список 100 женщин Би-би-си.